# Argogorytes
Argogorytes (лат.) — род песочных ос из подсемейства Bembicinae (триба Bembicini). Более 30 видов.

## Распространение
Всесветно, кроме Афротропики. В Европе около 3 видов Для СССР указывалось около 4 видов.

## Описание
Среднего размера осы (8—15 мм). Тело чёрное с развитым жёлтым или белым рисунком, напоминают некоторых одиночных ос Eumeninae. Гнездятся в земле. Личинок кормят мелкими цикадками и пенницами (Philaenus и Aphrophora). Среди их естественных врагов есть паразитоиды из рода ос Nysson.

## Систематика
Более 30 рецентных видов. Относится к трибе Bembicini.
- Argogorytes areatus
- Argogorytes basalis
- Argogorytes caerulescens
- Argogorytes carbonarius (Smith, 1856)
- Argogorytes constrictus
- Argogorytes crucigera (Hacker & Cockerell, 1922)
- Argogorytes fairmairei
- Argogorytes fargeii (Shuckard, 1837)
- Argogorytes fuliginosus
- Argogorytes hispanicus (Mercet, 1906)
- Argogorytes matangensis
- Argogorytes mongolensis
- Argogorytes mystaceus (Linnaeus, 1761)
- Argogorytes nigrifrons
- Argogorytes nipponis
- Argogorytes przewalskyi
- Argogorytes rubrosignatus (Turner, 1915)
- Argogorytes rufomixtus (Turner, 1914)
- Argogorytes sapellonis
- Argogorytes secernendus Turner, 1915
- Argogorytes stenopygus
- Argogorytes tonkinensis
- Argogorytes vagus